# Sturmbannführer
 (décembre 2023).
Si vous disposez d'ouvrages ou d'articles de référence ou si vous connaissez des sites web de qualité traitant du thème abordé ici, merci de compléter l'article en donnant les références utiles à sa vérifiabilité et en les liant à la section « Notes et références ».

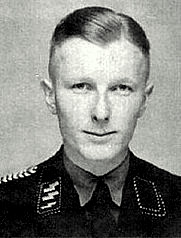
Adolf Diekmann,, Sturmbannführer, 2e division SS Das Reich,

Sturmbannführer (abréviation Stubaf) était un grade paramilitaire du parti nazi, utilisé dans plusieurs organisations, telles que la SA, la SS, la NSKK et le NSFK. Le titre de Sturmbannführer, pour les SA, fut créé en 1921. En 1928, le titre devint un véritable grade et fut également le premier grade d'officier supérieur de la SS, précédant celui  d’Obersturmbannführer. Il équivalait au grade de Major dans l'armée allemande ou de commandant au sein de l'armée française.

## Insignes de grade

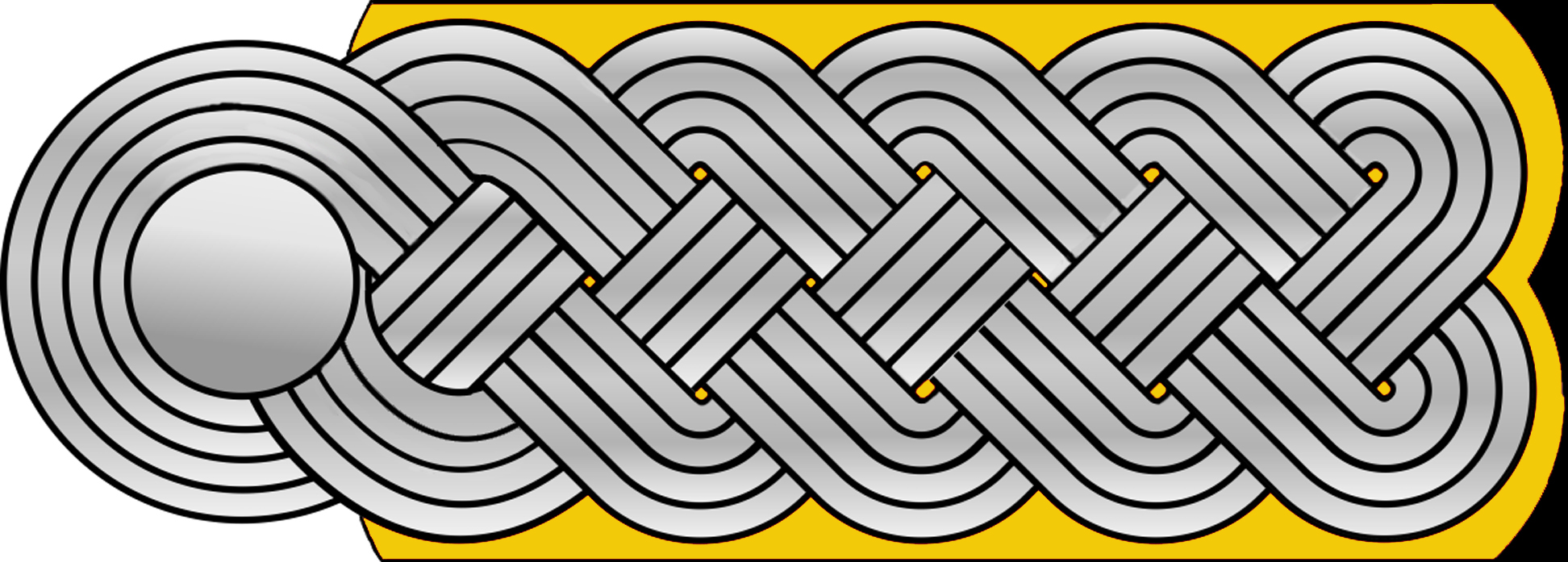
Pattes d'épaule droite.
Pattes de collet.
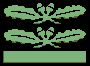
Sur tenue de camouflage.

## Équivalents
- Wehrmacht : Major
- Armée canadienne : major
- British Army : major
- Armée française : commandant

## Liste deSturmbannführernotoires
- Viktors Arājs (1910-1988), SS letton à la tête du Sonderkommando de même nom qui a commis entre cinquante et cent mille assassinats sur le front de l'Est.
- Karl Bömelburg (1883-1946), un des chefs de la Gestapo en France, meurt des suites d’un accident de voiture.
- Wernher von Braun (1912-1977), ingénieur allemand qui a joué un rôle majeur dans la mise au point des fusées allemandes V2, puis du programme Apollo aux États-Unis.
- Léon Degrelle (1906-1994), fondateur du rexisme, il s'exile après guerre en Espagne et y reste jusqu'à sa mort.
- Adolf Diekmann (1914-1944) commandant du 1er bataillon du régiment « Der Führer » de la division SS « Das Reich » responsable du massacre d'Oradour-sur-Glane,  642 victimes ; meurt peu après au combat à Noyers-Bocage, dans le Calvados, pendant la bataille de Normandie.
- Bernhard Griese, également officier supérieur de police - Major der Schutzpolizei - organisateur de la rafle de Marseille des 23 et 24 janvier 1943
- Otto Günsche (1917-2003), dernier aide de camp d'Adolf Hitler.
- Werner Grothmann (1915-2002), proche de Himmler ; arrêté, il fait seize ans de prison puis devient homme d'affaires.
- Herbert Hagen (1913-1999), directeur de cabinet de l’Obergruppenführer SS Carl Oberg, commandant supérieur de la SS et de la police allemande en  France ; jugé lors du procès de Cologne en 1979 et condamné à douze ans de prison en 1980.
- Alfred Naujocks (1911-1966), à un moment officier d'ordonnance SS de Reinhard Heydrich ; arrêté en 1944 par les Américains dans les Ardennes; en 1946, il s'évade. Il vit quelques années à Hambourg, et y meurt le 4 avril 1966.
- Erich Neumann (1892-1948), sous-secrétaire d’État, a participé à la conférence de Wannsee.
- Friedrich-Wilhelm Richter (1911-1989).
- Karl Tschierschky (1906-1974), officier d'encadrement  de l'Einsatzgruppe A.
- Hermann Fobke (1899-1943), participe au Putsch de la Brasserie et responsable politique dans les premières années du nazisme.
- Carltheo Zeitschel (1893-1945), ancien médecin du Kaiser Guillaume II en exil à Doorn (Pays-Bas), Judenreferent à l'ambassade d'Allemagne en France et organisateur de la déportation de Juifs de la France occupée.